# Grapska Donja
Grapska Donja (cyr. Грапска Доња) – wieś w Bośni i Hercegowinie, w Republice Serbskiej, w mieście Doboj. W 2013 roku liczyła 445 mieszkańców.